# 城天勇士
城天勇士（日语：ジョウテンブレーヴ），是日本純種競賽馬匹。生涯活躍於一哩賽事，曾勝出東京體育盃三歲錦標、京阪盃、讀賣盃及葉森盃。

## 出賽前
1997年5月10日出生於北海道三石町（今新日高町）田上稔牧場，成長途中被馬主田邊久男購入。
其後交由美浦訓練中心練馬師相澤郁訓練。

## 競賽生涯

### 3歲（現2歲）
1999年6月20日出戰函館競馬場3歲新馬戰，然而於直路失速下以第八落敗。
其後再度出戰3歲新馬戰，維持於中團位置下在直路逐步加速蠶食前方賽駒，最終取得首勝。
9月25日出戰札幌三歲錦標，賽前雖然取得第十二人氣，但於比賽途中一直守住先頭有利位置，於直路稍微加速之下隨即透出，最終僅敗於Meiner Condor爆冷取得第二。
11月20日出戰東京體育盃三歲錦標，比賽初段進佔約莫第五左右的位置，通過彎道後稍微放緩節奏並墮後。進入直路後，其重新於中檔位置加速上前，最終跑出全場最快末腳速度下成功取得首個分級賽冠軍。

### 4歲（現3歲）
2000年首戰選擇為彌生賞，本次比賽再度採用第二次3歲新馬戰時的戰術，維持於中團第八、九左右的位置等待時機，但於直路上未能最大程度加速，最終敗於全能靈駒、空中神宮及Rugger Regulus取得取得第四。
其後以皋月賞為目標，比賽初段選擇較為主動的策略，維持於約莫第六的位置穩步推進。進入直路後，其開始加速迫近前方的賽駒，但最終被空中神宮及Titanic O超越之餘，亦無法追上早前經已透出的大德之都，最終再度取得第四。
5月按照計劃出戰東京優駿（日本打吡），出閘後緩慢進佔中團後方位置，但於通過第二彎道進入對面直路後開始發力上前。然而進入直路後，其未能順利加速，最終僅維持均速的姿態下以第六落敗。
進入秋季後，其以聖烈特紀念作為起動戰，雖然於其中以前置的戰術取得第三，但其後於正賽菊花賞中因為距離適性不足而未能維持走勢，最終取得第八的戰績。
11月25日縮程出戰京阪盃，於順利出閘之下保持於第三的位置，在比賽途中一直跟隨前方的Road Ahead及Eishin Cameron。進入直路後，其隨即以不俗的姿態展開加速並越過失速的對手取得連勝，及後繼續維持走勢下成功堅守位置，阻止後上馬樂事到的攻勢，以1 1/4馬位優勢取得第二個分級賽冠軍。

### 4歲[a]
2001年首戰為中山紀念，採取先行戰術下以穩定的姿態前進，於直路一度透出並取得領先，可惜於中後段稍微力弱下被一直跟隨其前進的美國波士超越，最終以1 1/4馬位差距落敗得第二。
其後出戰讀賣盃，比賽初段並未有主動上前，而是維持於約莫第八的中團位置，於通過最後彎道時候才逐步取位進佔第五。進入直路後，其於中檔位置繼續開步衝刺，最終成功抵擋名將大道給予的壓力，以1分32.8秒的紀錄時間再度取得分卡柯賽冠軍。
然而其後挑戰安田紀念未能維持水準，失速之下以第十三大敗。
進入秋季後，其雖然於熱身賽每日王冠中稍為回復狀態跑獲第六，但其後於秋季天皇賞及一哩冠軍賽中再度失準，分別以第十及第十一完賽。

### 5歲
2002年年初繼續以中山紀念接戰讀賣盃的方式進行賽程安排，但未能取得勝利，分別以第六及第三完賽。
5月其選擇出戰公開賽都大路錦標，然而於取得第一人氣下大熱倒灶，最終僅跑獲第八的戰績。
1個月後以三級賽葉森盃作為目標，本次比賽維持於中後方位置下突然於第三、四彎道中間發起攻勢，瞬間衝出下於彎道末段處於第六的位置。進入直路後，其隨即繼續於所在位置維持走勢展開衝刺，最終爆發出末腳速度下以2 1/2馬位優勢取得冠軍。
但賽後，陣營安排其進入長期休養，於年間未有出戰任何賽事。

### 6歲
2003年於富士錦標復出，為其時間1年4個月的賽事，但於其中以第十六大敗，其後於京阪盃亦僅跑獲第十一的戰績。

### 7歲
2004年繼續現役，但未能取得任何勝利，最佳戰績為於打吡公爵挑戰盃中跑獲第四。
11月27日於京阪盃中取得第十五後，陣營決定安排其退役，並於12月3日取消日本中央競馬會的賽駒註冊。

### 詳細賽績
| 日期       | 舉辦國家 | 馬場 | 距離   | 級別 | 賽事名稱           | 負重 | 騎師       | 馬號 | 出馬 | 名次 | 時間   | 頭馬（二馬）      |
| ---------- | -------- | ---- | ------ | ---- | ------------------ | ---- | ---------- | ---- | ---- | ---- | ------ | ----------------- |
| 20/6/1999  | 日本     | 函館 | 草1200 |      | 3歲新馬            | 53   | 小野次郎   | 9    | 9    | 8    | 1:13.6 | Meiner Geant      |
| 4/7/1999   | 日本     | 函館 | 草1200 |      | 3歳新馬            | 53   | 小野次郎   | 5    | 10   | 1    | 1:13.1 | （Akazukin Chan） |
| 25/9/1999  | 日本     | 札幌 | 草1800 | GIII | 札幌三歲錦標       | 53   | 小林徹彌   | 9    | 13   | 2    | 1:54.4 | Meiner Condor     |
| 20/11/1999 | 日本     | 東京 | 草1800 | GIII | 東京體育盃三歲錦標 | 54   | 蛯名正義   | 5    | 11   | 1    | 1:48.6 | （Top Commander） |
| 5/3/2000   | 日本     | 中山 | 草2000 | GII  | 彌生賞             | 55   | 蛯名正義   | 2    | 16   | 4    | 2:03.5 | 全能靈駒          |
| 16/4/2000  | 日本     | 中山 | 草2000 | GI   | 皋月賞             | 57   | 蛯名正義   | 2    | 18   | 4    | 2:02.2 | 空中神宮          |
| 28/5/2000  | 日本     | 東京 | 草2400 | GI   | 東京優駿           | 57   | 蛯名正義   | 17   | 18   | 6    | 2:27.2 | 愛麗世界          |
| 17/9/2000  | 日本     | 中山 | 草2200 | GII  | 聖烈特紀念         | 56   | 岡部幸雄   | 3    | 13   | 3    | 2:17.1 | 愛美波士          |
| 22/10/2000 | 日本     | 京都 | 草3000 | GI   | 菊花賞             | 57   | 蛯名正義   | 9    | 18   | 8    | 3:05.8 | 空中神宮          |
| 25/11/2000 | 日本     | 京都 | 草1800 | GIII | 京阪盃             | 54   | 柏兆雷     | 10   | 18   | 1    | 1:45.2 | （樂事到）        |
| 25/2/2001  | 日本     | 中山 | 草1800 | GII  | 中山紀念           | 56   | 柏兆雷     | 7    | 13   | 2    | 1:47.9 | 美國波士          |
| 14/4/2001  | 日本     | 阪神 | 草1600 | GII  | 讀賣盃             | 57   | 蛯名正義   | 11   | 17   | 1    | 1:32.8 | （名將大道）      |
| 3/6/2001   | 日本     | 東京 | 草1600 | GI   | 安田紀念           | 58   | 安藤勝己   | 8    | 18   | 13   | 1:34.4 | 黑鷹              |
| 7/10/2001  | 日本     | 東京 | 草1800 | GII  | 每日王冠           | 58   | 蛯名正義   | 10   | 12   | 6    | 1:45.6 | 榮進寶蹄          |
| 28/10/2001 | 日本     | 東京 | 草2000 | GI   | 秋季天皇賞         | 58   | 蛯名正義   | 12   | 13   | 10   | 2:03.7 | 愛麗數碼          |
| 18/11/2001 | 日本     | 京都 | 草1600 | GI   | 一哩冠軍賽         | 57   | 藤田伸二   | 18   | 18   | 11   | 1:33.8 | 禪宗勝者          |
| 24/2/2002  | 日本     | 中山 | 草1800 | GII  | 中山紀念           | 58   | 武幸四郎   | 5    | 14   | 6    | 1:45.9 | 東海角            |
| 13/4/2002  | 日本     | 阪神 | 草1600 | GII  | 讀賣盃             | 58   | 安藤勝己   | 3    | 14   | 3    | 1:32.9 | 千禧傳記          |
| 4/5/2002   | 日本     | 京都 | 草1600 | OP   | 都大路錦標         | 58   | 佐藤哲三   | 17   | 18   | 8    | 1:34.4 | Purple Ebisu      |
| 9/6/2002   | 日本     | 東京 | 草1800 | GIII | 葉森盃             | 57   | 蛯名正義   | 12   | 18   | 1    | 1:46.8 | （Air Smap）      |
| 25/10/2003 | 日本     | 東京 | 草1600 | GIII | 富士錦標           | 58   | 小林徹弥   | 13   | 18   | 16   | 1:34.3 | Millennium Bio    |
| 29/11/2003 | 日本     | 京都 | 草1800 | GIII | 京阪盃             | 58   | 小林徹彌   | 7    | 17   | 11   | 1:50.7 | Cheers Brightly   |
| 5/1/2004   | 日本     | 京都 | 草1600 | GIII | 京都金盃           | 57   | 吉田稔     | 1    | 16   | 11   | 1:34.0 | 我心聲            |
| 1/2/2004   | 日本     | 東京 | 草1600 | GIII | 東京新聞盃         | 59   | 岡部幸雄   | 13   | 15   | 14   | 1:34.3 | 永勝駒            |
| 29/2/2004  | 日本     | 中山 | 草1800 | GII  | 中山紀念           | 58   | 內田博幸   | 4    | 14   | 7    | 1:45.7 | 櫻花會長          |
| 4/4/2004   | 日本     | 中山 | 草1600 | GIII | 打吡公爵挑戰盃     | 57   | 內田博幸   | 4    | 15   | 4    | 1:33.5 | Meiner Morgen     |
| 16/5/2004  | 日本     | 東京 | 草1400 | GII  | 京王盃春季盃       | 57   | 小牧太     | 5    | 18   | 5    | 1:21.2 | 永勝駒            |
| 6/6/2004   | 日本     | 東京 | 草1600 | GI   | 安田紀念           | 58   | 內田博幸   | 11   | 18   | 12   | 1:33.5 | 鶴丸小子          |
| 23/10/2004 | 日本     | 東京 | 草1600 | GIII | 富士錦標           | 57   | 勝浦正樹   | 9    | 14   | 11   | 1:34.2 | 大賞識            |
| 14/11/2004 | 日本     | 東京 | 草1400 | OP   | 黃金盃             | 57   | 佐藤哲三   | 12   | 18   | 6    | 1:21.8 | Shinin' Ruby      |
| 27/11/2004 | 日本     | 京都 | 草1800 | GIII | 京阪盃             | 58   | 赤木高太郎 | 1    | 17   | 15   | 1:48.3 | Daiwa el Cielo    |

a 由2001年開始，日本跟隨國際馬齡顯示標準，以實歲標記馬匹

## 退役後
退役後，城天勇士成為了配種馬，於北海道浦河町East Stud休養，在2005年開始配種。首批子嗣於2006年出生。首批子嗣可於2008年出賽。
2014年配種季結束後，其由配種馬退役，被送往同町的丸幸小林牧場進行養老生活。

## 血統簡介
父系勇舞爲美國生產的英國賽駒，生涯僅得一敗，曾於1986年奪得凱旋門大賽冠軍，被譽爲1980年代歐洲最強賽駒。祖父利法爾爲美國生產的法國賽駒，出自著名種馬北地舞人系，生涯亦僅得一敗，退役後亦成爲歐洲著名種馬，現以成爲一支獨立系統。
母系Takuno Gal為日本賽駒，生涯十戰全敗。外祖父Royal Ski爲美國賽駒，生涯戰績優秀，曾勝出一級賽桂冠未來錦標。

### 血統表
| 父線：利法爾系（北地舞人系）          |                                |               |                  |
| 種馬 勇舞 1983年（棗色）              | 利法爾 1969年（棗色）          | 北地舞人      | Nearctic         |
| 種馬 勇舞 1983年（棗色）              | 利法爾 1969年（棗色）          | 北地舞人      | Natalma          |
| 種馬 勇舞 1983年（棗色）              | 利法爾 1969年（棗色）          | Goofed        | Court Martial    |
| 種馬 勇舞 1983年（棗色）              | 利法爾 1969年（棗色）          | Goofed        | Barra            |
| 種馬 勇舞 1983年（棗色）              | Navajo Princess 1974年（棗色） | Drone         | Sir Gaylord      |
| 種馬 勇舞 1983年（棗色）              | Navajo Princess 1974年（棗色） | Drone         | Cap and Bell     |
| 種馬 勇舞 1983年（棗色）              | Navajo Princess 1974年（棗色） | Olmec         | Pago Pago        |
| 種馬 勇舞 1983年（棗色）              | Navajo Princess 1974年（棗色） | Olmec         | Chocolate Beau   |
| 繁殖雌馬 Takuno Gal 1991年（棗色）    | Royal Ski 1974年（栗色）       | Raja Baba     | 勇者帝王         |
| 繁殖雌馬 Takuno Gal 1991年（棗色）    | Royal Ski 1974年（栗色）       | Raja Baba     | Missy Baba       |
| 繁殖雌馬 Takuno Gal 1991年（棗色）    | Royal Ski 1974年（栗色）       | Coz Onijinsky | Involvement      |
| 繁殖雌馬 Takuno Gal 1991年（棗色）    | Royal Ski 1974年（栗色）       | Coz Onijinsky | Gleam            |
| 繁殖雌馬 Takuno Gal 1991年（棗色）    | Takuno Chidori 1984年（棗色）  | Tosho Boy     | Tesco Boy        |
| 繁殖雌馬 Takuno Gal 1991年（棗色）    | Takuno Chidori 1984年（棗色）  | Tosho Boy     | Social Butterfly |
| 繁殖雌馬 Takuno Gal 1991年（棗色）    | Takuno Chidori 1984年（棗色）  | Sen Quinault  | Quinault         |
| 繁殖雌馬 Takuno Gal 1991年（棗色）    | Takuno Chidori 1984年（棗色）  | Sen Quinault  | Miss Hakuryu     |
| 雌系：號族：12                        |                                |               |                  |
| 五代內近親交配：Nasrullah + Rivaz 5×5 |                                |               |                  |

## 命名由來
名字中，Joten（ジョウテン）是馬主田邊久男冠名，來源不明，香港採音譯翻譯為「城天」，Brave（ブレーヴ）即是勇氣，繼承自父系勇舞的名字，香港採「勇士」作為翻譯。

## 外部連結
- 城天勇士 netkeiba.com
- 血統表